# 祈願
「祈願」（日语：祈り）是Kis-My-Ft2的配信限定樂曲。於2010年7月5日由「dwango.jp」完整歌曲鈴聲(R)開始配信。

## 概要
- 與『FIRE BEAT』同時配信。

## 樂曲
1. 祈り
  - 作詞：松田モトキ　作曲：山口真雄

## 外部連結
- Kis-My-Ft2 Official Website